# Surachart Singngon
Surachart Singngon (* 24. Mai 1985) ist ein thailändischer Fußballspieler.

## Karriere

### Spieler
Surachart Singngon stand bis Ende 2013 bei Chiangrai United unter Vertrag. Wo er vorher gespielt hat, ist unbekannt. Der Verein aus Chaingrai spielte in der ersten Liga des Landes, der Thai Premier League. Für den Verein stand er viermal in der ersten Liga auf Spielfeld. 2014 wechselte er zum Ligakonkurrenten Police United. Für den Verein aus der thailändischen Hauptstadt Bangkok absolvierte er fünf Erstligaspiele. Ende 2014 musste er mit Police in die zweite Liga absteigen. Nach dem Abstieg verließ er Bangkok und ging nach Khon Kaen, wo er sich dem Khon Kaen FC anschloss. Mit Khon Kaen spielte er in der dritten Liga, der damaligen Regional League Division 2. Hier trat man in der North/Eastern Region an. Nach der Saison wurde sein Vertrag nicht verlängert.

### Trainer
Ende November 2023 übernahm er das Amt des Co-Trainers beim Thai League 2Zweitligisten Pattaya United FC. Nachdem Theerawesin Seehawong bei dem Verein aus dem Seebad Pattaya zurückgetreten war, übernahm er Anfang März 2024 das Amt des Interimstrainers.